# Saint-Pierre-du-Gros-Caillou
Saint-Pierre-du-Gros-Caillou är en kyrkobyggnad i Paris, helgad åt den helige aposteln Petrus. Kyrkan är belägen vid Rue Saint-Dominique i Quartier du Gros-Caillou i 7:e arrondissementet. Kyrkan ritades i nyklassicistisk stil av arkitekten Étienne-Hippolyte Godde (1781–1869) och uppfördes mellan 1822 och 1829.

## Omgivningar
- Eiffeltornet
- Cathédrale de la Sainte-Trinité de Paris
- Champ-de-Mars
- Jardins du Musée du Quai Branly
- Avenue Rapp

## Bilder
| - Eiffeltornet. |

| - Champ-de-Mars. - Jardins du Musée du Quai Branly. |

## Kommunikationer
- Tunnelbana – linje  – La Tour-Maubourg
- Busshållplats Saint-Pierre-du-Gros-Caillou – Paris bussnät, linje 29

### Webbkällor
- ”Église Saint-Pierre-du-Gros-Caillou” (på franska). Ministère de la Culture. Arkiverad från originalet den 10 maj 2021. https://archive.md/LNRVH. Läst 10 maj 2021.